# Бирменсторф
Бирменсторф (нем. Birmenstorf) — коммуна в Швейцарии, в кантоне Аргау.
Входит в состав округа Баден-Аргау.  Население составляет 2434 человека (на 31 декабря 2007 года). Официальный код  —  4024.
- Виноградники
- Реформаторская церковь
- Колодец и памятный камень